# Daejeon Hana Citizen
Daejeon Hana Citizen, dawniej Daejeon Citizen (kor. 대전 시티즌 FC) – klub piłkarski z Korei Południowej, z miasta Daejeon, występujący w K-League (1. liga). W 2001 klub ten wygrał Koreański FA Cup (główny puchar narodowy).